# Roberto Carlos Zacarías López
Roberto Carlos Zacarías López (* 7. Februar 1972 in Caazapá) ist ein paraguayischer römisch-katholischer Geistlicher und Bischof von Canindeyú.

## Leben
Zacarías wurde 1972 in der Stadt Caazapá geboren. Er besuchte die Sekundarschule von Colonia Itaipyté im Departamento Alto Paraná und erwarb 1990 das Abitur am Colegio Nacional ‘Espíritu Santo’ in Juan León Mallorquín, ebenfalls im Departamento Paraná. Anschließend verbrachte er ein Vorbereitungsjahr am Seminario Metropolitano von Asunción und studierte 1992 bis 1998 Theologie am Instituto Superior de Teología der Universidad Católica Nuestra Señora de la Asunción und Pastoraltheologie an der Päpstlichen Katholischen Universität von Argentinien in Buenos Aires. Am 11. April 1999 empfing er das Sakrament der Priesterweihe für das Bistum Ciudad del Este. Von 2006 bis 2008 studierte er Dogmatik an der Päpstlichen Universität Gregoriana in Rom und erwarb das Lizenziat. Fast gleichzeitig war er beigeordneter Generalsekretär der Bischofskonferenz von Paraguay und anschließend (2009–2011) Direktor der Theologischen Fakultät der Katholischen Universität von Alto Paraná. 2018 wurde er an der Päpstlichen Katholischen Universität von Argentinien in Theologie mit einer Dissertation über den paraguayischen Pater Fidel Maíz, einer bedeutenden Persönlichkeit während des Tripel-Allianz-Kriegs, promoviert.
Von 2011 bis 2014 war er als Fidei-Donum-Priester im Bistum Carapeguá tätig und anschließend bis 2016 Spiritual am nationalen Priesterseminar. Von 2017 bis 2018 war er Regens des Diözesanseminars und ab 2019 Generalvikar des Bistums Ciudad del Este.
Papst Franziskus ernannte ihn am 10. Februar 2024 zum ersten Bischof des mit gleichem Datum errichteten Bistums Canindeyú. Die Bischofsweihe spendete ihm der Erzbischof von Asunción, Adalberto Kardinal Martínez Flores, am 2. März desselben Jahres in der Herz-Jesu-Kathedrale in Katueté. Mitkonsekratoren waren der Bischof von Ciudad del Este, Pedro Collar Noguera, und dessen Amtsvorgänger Wilhelm Steckling OMI.